# Thurman Barker
Thurman Barker (Chicago, 8 januari 1948) is een Amerikaanse jazzmuzikant (drums, percussie) en componist.

## Biografie
Barker begon zijn carrière als muzikant, toen hij op 16-jarige leeftijd de blueszanger Mighty Joe Young begeleidde. Hij studeerde eerst aan het Empire State College, dat hij voltooide met de bachelor. Later studeerde hij aan het American Conservatory of Music bij Harold Jones en aan de Roosevelt University in Chicago bij Edward Parimba slagwerk en percussie. Hij speelde vervolgens als begeleidingsmuzikant voor Billy Eckstine, Bette Midler en Marvin Gaye. Barker was voor de duur van tien jaar de huisdrummer aan het Schubert Theatre in Chicago, waar hij doorreizende theater-tourneebands begeleidde bij opvoeringen als Hair. In 1968 speelde hij in de eerste formatie van Joseph Jarmans voorafgaande aan de oprichting van het Art Ensemble. Ten slotte sloot hij zich aan bij de Association for the Advancement of Creative Musicians (AACM), waaraan hij tegenwoordig nog verbonden is.
Tijdens de jaren 1970 en 1980 werkte hij met muzikanten in het milieu van het AACM als Muhal Richard Abrams, Pheeroan akLaff, Leroy Jenkins, Roscoe Mitchell, maar ook met Billy Bang, Lawrence Butch Morris, Henry Threadgill en vooral met Cecil Taylor, met wie hij ook meermaals op tournee was in Europa. Eind jaren 1970 was hij lid van de formaties van Anthony Braxton en Sam Rivers, midden jaren 1980 speelde hij in het trio van Jarman en Amina Claudine Myers. Onder zijn eigen label Uptee bracht Barker bovendien vier eigen albums uit. Tegenwoordig leidt hij het ensemble Thurman Barker's Time Factor, waartoe James Emery, Rob Schwimmer (keyboards) en Jerome Harris (bas) behoren.
Naast zijn bezigheid als drummer is Barker tijdens de jaren 1990 toenemend werkzaam als componist. In 1994 werd zijn werk Dialogue opgevoerd in de Merkin Concert Hall in New York. Daarnaast voerde het Woodstock Chamber Orchestra twee van zijn composities op, in mei 1999 Expansions en in oktober 2000 Time Factor. Sinds 1993 onderwijst hij bovendien aan het Bard College in Annadale-on-Hudson (New York), waar hij hoogleraar is. In 1999 was hij gastprofessor aan de universiteit van Sint-Petersburg.
Thurman Barker behoort net als Pheeroan akLaff, Phillip Wilson, Steve McCall en Don Moye tot de generatie drummers, die ondanks hun nauwe betrekking tot de freejazz, in toenemende mate waren teruggegaan naar het spel via een metrum resp. via een doorlopende beat, waarbij de eertijds verkregen vrijheid echter niet opgegeven, maar in een meer traditioneel spel is vastgezet en als verruimende ervaring mee swingt.

## Discografie

### Als leader
- 1999: The Way I Hear It (Uptee)
- 1999: Voyage (Uptee)
- 2001: Time factor (Uptee)
- 2004: Strike Force (Uptee)

### Als sideman
- 1967: Muhal Richard Abrams: Levels And Degrees Of Light (Delmark Records)
- 1967-1968: Art Ensemble Of Chicago: Art Ensemble 1967-68 (Nessa Records)
- 1968: Joseph Jarman: As If It Were The Seasons (Delmark Records)
- 1978: Roscoe Mitchell: Roscoe Mitchell (Chief)
- 1979: Anthony Braxton: Performance (Quartet) 1979 (hatART)
- 1979: Sam Rivers: Waves (Tomato, 1978), Contrasts (ECM Records)
- 1981: John Lindberg: Discussion 5 (Black Saint)
- 1983: Amina Claudine Myers: The Circle Of Time (Black Saint)
- 1983: Pheeroan akLaff: Fits Like A Glove (Gramavision Records)
- 1984: Billy Bang: The Fire From Within (Soul Note)
- 1988-1995: Lawrence Butch Morris: Testament - A Conduction Collection (New World)
- 1992: Leroy Jenkins: Themes & Improvisations On The Blues (CRI)
- ????: Cecil Taylor: Live In Bologna (Leo, 1978), Live In Vienna (Leo, 1978), Olu Iwa (Soul Note, 1986)